# Oliarus niligiriensis
Oliarus niligiriensis är en insektsart som beskrevs av Van Stalle 1991. Oliarus niligiriensis ingår i släktet Oliarus och familjen kilstritar. Inga underarter finns listade i Catalogue of Life.